# Willie Bloomquist
William Paul Bloomquist (né le 27 novembre 1977 à Port Orchard, Washington, États-Unis) est un joueur d'utilité dans la Ligue majeure de baseball. Il est présentement agent libre.

## Carrière

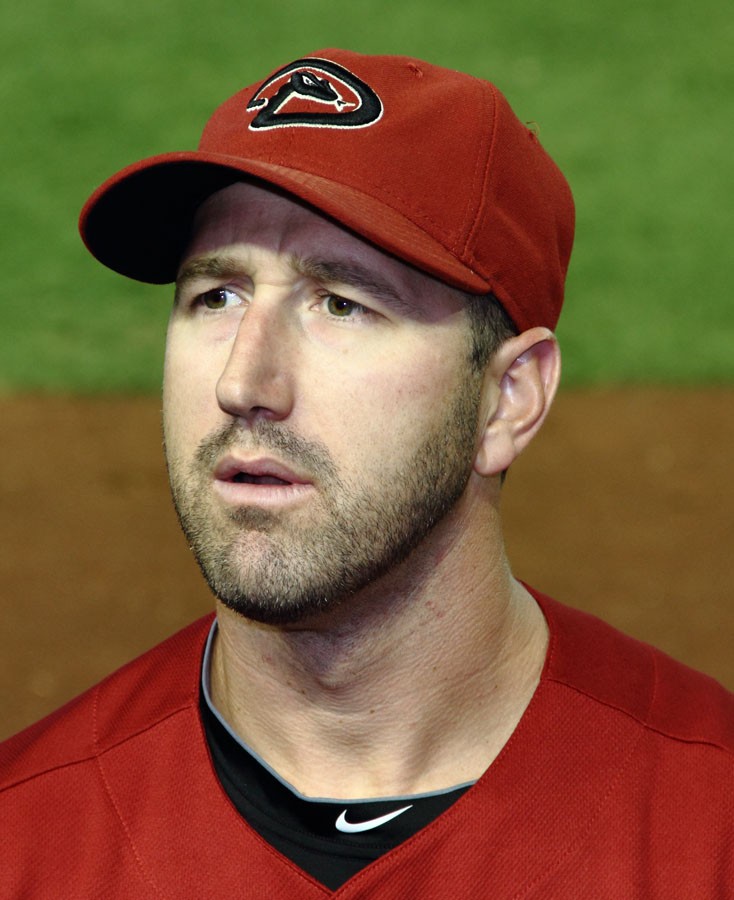
Bloomquist en 2011 avec les Diamondbacks.

Après des études secondaires à la South Kitsap High School de Port Orchard (Washington), Willie Bloomquist est repêché le 4 juin 1996 par les Mariners de Seattle. Il repousse l'offre en entre à l'Arizona State University où il porte les couleurs des Arizona State Sun Devils de 1997 à 1999. Il joue avec l'équipe des États-Unis durant l'été 1998 et est désigné joueur de l'année en Pacific Ten Conference en 1999.
Bloomquist rejoint les rangs professionnels après le repêchage amateur du 2 juin 1999 au cours de laquelle il est de nouveau sélectionné par les Mariners de Seattle au troisième tour. Il passe trois saisons en Ligues mineures avant d'effectuer ses débuts en Ligue majeure le 1er septembre 2002. Il prolonge son contrat chez les Mariners de deux saisons le 27 novembre 2006 mour un montant global de 1,875 million de dollars.
Devenu agent libre après la saison 2008, il signe pour deux saisons chez les Royals de Kansas City le 9 janvier 2009. Il termine la saison 2010 chez les Reds de Cincinnati, à qui il est échangé en septembre par les Royals.
Il rejoint les Diamondbacks de l'Arizona le 18 janvier 2011. Après la saison 2011, il accepte un contrat de deux ans de l'équipe d'Arizona. Aligné surtout à l'arrêt-court chez les Diamondbacks, Bloomquist maintient une moyenne au bâton de ,289 en 3 saisons en Arizona. Il frappe pour ,302 en 80 matchs joués en 2012 et pour ,317 avec une moyenne de présence sur les buts de ,360 lors de ses 48 parties en 2013.
Le 5 décembre 2013, Bloomquist retourne chez son premier club, les Mariners de Seattle, lorsqu'il accepte leur contrat de deux saisons.

## Statistiques

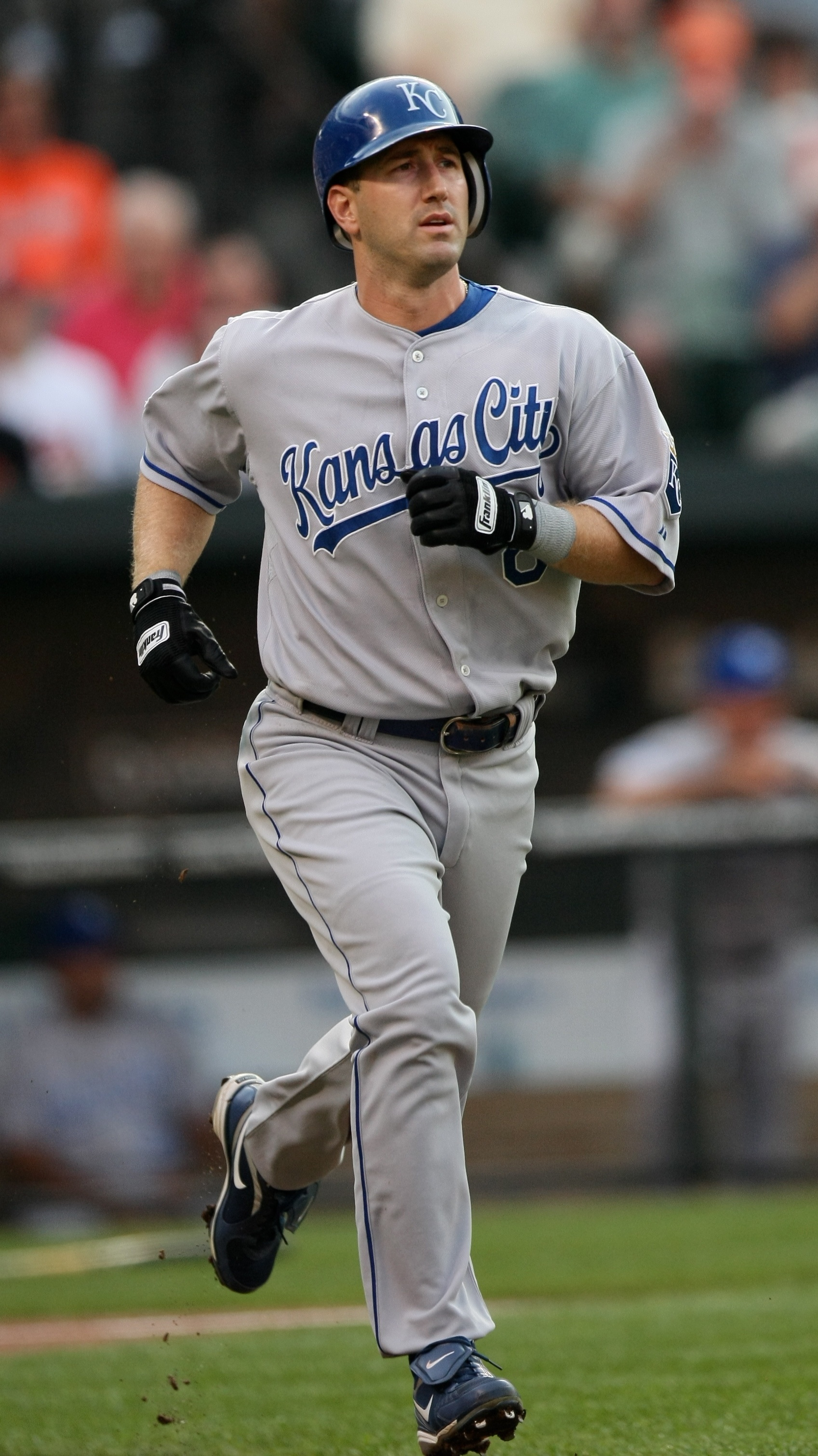
Bloomquist évolue pour Kansas City en 2009 et 2010.

En saison régulière
| Statistiques de frappeur |             |     |      |     |     |    |    |    |     |    |       |
| Saison                   | Équipe      | G   | AB   | R   | H   | 2B | 3B | HR | RBI | SB | BA    |
| 2002                     | Seattle     | 12  | 33   | 11  | 15  | 4  | 0  | 0  | 7   | 3  | 0,455 |
| 2003                     | Seattle     | 89  | 196  | 30  | 49  | 7  | 2  | 1  | 14  | 4  | 0,250 |
| 2004                     | Seattle     | 93  | 188  | 27  | 46  | 10 | 0  | 2  | 18  | 13 | 0,245 |
| 2005                     | Seattle     | 82  | 249  | 27  | 64  | 15 | 2  | 0  | 22  | 14 | 0,257 |
| 2006                     | Seattle     | 102 | 251  | 36  | 62  | 6  | 2  | 1  | 15  | 16 | 0,247 |
| 2007                     | Seattle     | 91  | 173  | 28  | 48  | 3  | 0  | 2  | 13  | 7  | 0,277 |
| 2008                     | Seattle     | 71  | 165  | 32  | 46  | 1  | 0  | 0  | 9   | 14 | 0,279 |
| 2009                     | Kansas City | 125 | 434  | 52  | 115 | 11 | 8  | 4  | 29  | 25 | 0,265 |
| Totaux                   | Totaux      | 665 | 1689 | 243 | 445 | 57 | 14 | 10 | 127 | 96 | 0,263 |

Note: G = Matches joués; AB = Passages au bâton; R = Points; H = Coups sûrs; 2B = Doubles; 
3B = Triples; HR = Coup de circuit; RBI = Points produits; SB = buts volés; BA = Moyenne au bâton 